# Whitworth Hall (County Durham)

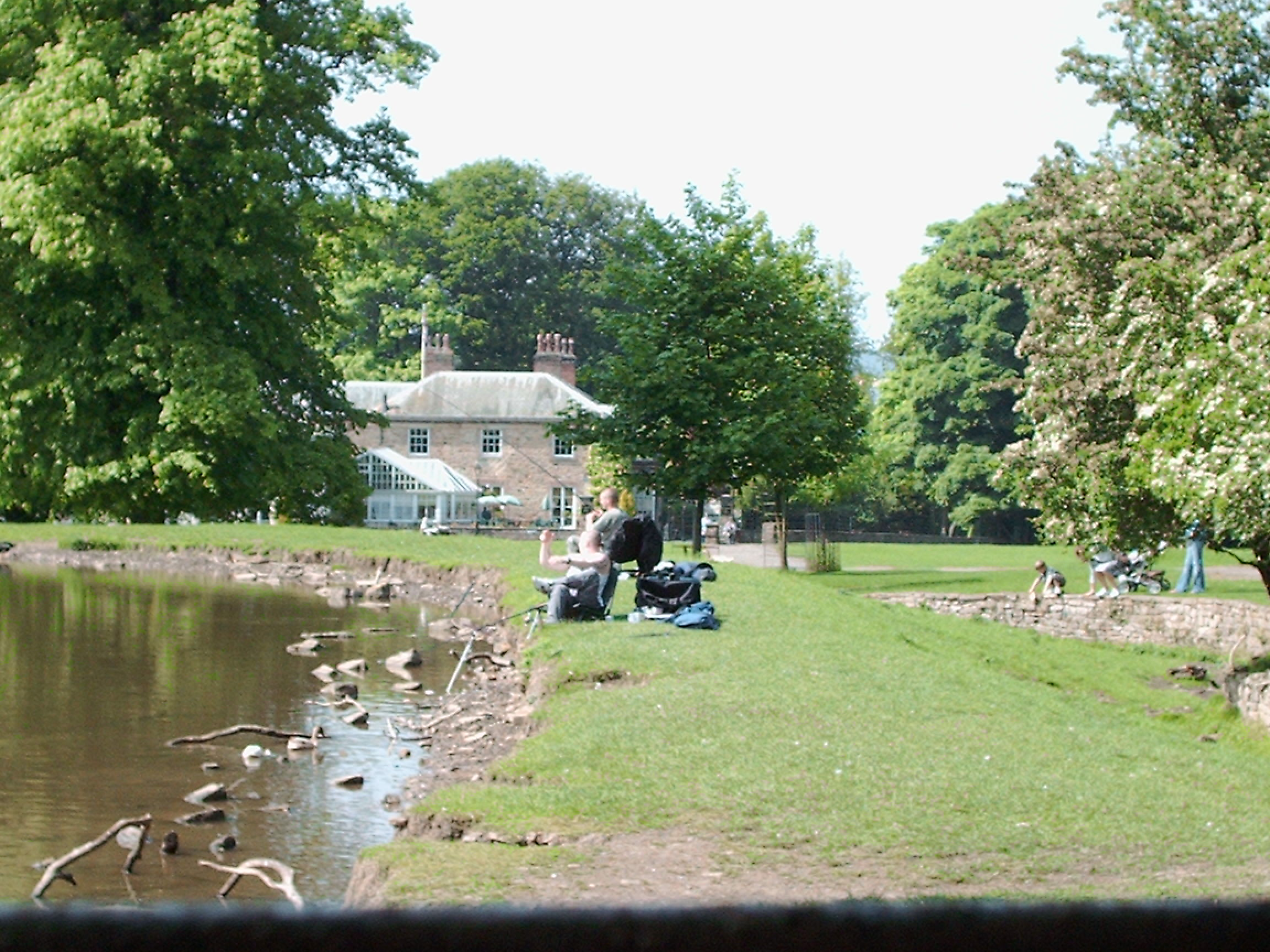
Whitworth Hall

Whitworth Hall ist ein Landhaus bei der Kleinstadt Spennymoor im englischen County Durham. Der frühere Sitz der Familie Shafto ist heute ein Hotel. English Heritage hat das Haus als historisches Bauwerk II. Grades gelistet.
Abkömmlinge der Familie Shafto aus Shafto Crag in Northumberland waren im 16. und 17. Jahrhundert Aldermen, Bürgermeister und Sheriffs von Newcastle upon Tyne. 1652 kaufte Mark Shafto, Recorder von Newcastle upon Tyne, die Grundherrschaft Whitworth. Sein Sohn Robert, der 1670 zum Ritter geschlagen wurde, bekleidete dasselbe Amt ab 1660 und sein Enkel war 1709 High Sheriff of Durham.
Zwei Söhne von Mark Shafto jun. vertraten Durham im House of Commons: Robert Shafto 1712–1713 und 1727–1730 und John Shafto 1729–1742. John Shafto war der Vater von Robert Shafto, besser bekannt als Bobby Shaftoe, der das Familienvermögen 1774 durch seine Heirat mit Anne Duncombe aus Duncombe Park wesentlich vergrößerte. Der Sohn der beiden, Robert Eden Duncombe Shafto, auch Parlamentsabgeordneter für Durham City und 1842 High Sheriff of Durham, der Catherine Eden, Tochter von Sir John Eden, Baronet, aus Windlestone Hall heiratete, ließ das alte Herrenhaus 1845 durch ein neues Landhaus ersetzen. Dieses Haus wurde durch einen Brand grundlegend beschädigt und so ist alles, was von diesem Haus heute noch erhalten ist, der angebaute Bibliotheksflügel. Das heutige, zweistöckige Haus mit sieben Jochen stammt vom Wiederaufbau des ausgebrannten Hauses um 1900.
Nebenlinien der Familie Shafto residieren auch in Bavington Hall, Beamish Hall und Windlestone Hall.